# 운봉 박씨
운봉 박씨(雲峰朴氏)는 전라남도 남원시 운봉읍을 본관으로 하는 한국의 성씨이다.
시조 박중화(朴仲華)는 신라 경명왕의 후손으로 고려의 도첨의찬성사(都僉議贊成事)를 지내고 운봉군에 봉해졌다.

## 참고 자료
- “운봉박씨(雲峰朴氏)”. 뿌리를 찾아서.[깨진 링크(과거 내용 찾기)]